# Åstön (ort)
Åstön är en ort på Åstön, vid Tynderösundet i Tynderö socken, Timrå kommun.
1990 avgränsades en småort i området. Vid avgränsningen år 2000 hade befolkningen minskat och småorten upplösts. Vid 2015 års småortsavgränsning återfanns här åter en småort,, vilken avregistrerade 2020 då antalet boende hade minskat till under 50.